# マカタオ語
マカタオ語（マカタオご）はオーストロネシア語族台湾諸語に属する言語である。マカット語とも呼ばれる。漢字では馬卡道語と表記される。台湾のマカタオ族（マカット族）により話されていた。かつては台湾の高雄市、屏東県、台東県に話者が分布していた。